# Dzwonkówka stożkowata
Dzwonkówka stożkowata (Entoloma cocles (Fr.) Noordel.) – gatunek grzybów z rodziny dzwonkówkowatych (Entolomataceae).

## Systematyka i nazewnictwo
Pozycja w klasyfikacji według Index Fungorum: Entoloma, Entolomataceae, Agaricales, Agaricomycetidae, Agaricomycetes, Agaricomycotina, Basidiomycota, Fungi.
Po raz pierwszy opisał go w 1838 r. Elias Fries, nadając mu nazwę Agaricus cocles. W 1980 r. Machiel Evert Noordeloos przeniósł go do rodzaju Entoloma. Niektóre inne synonimy:
- Leptonia cocles (Fr.) Ricken 1913
- Nolanea cocles (Fr.) Gillet 1876
- Rhodophyllus cocles (Fr.) Quél. 1886
- Rhodophyllus tridentinus (Bres.) Kühner & Romagn. 1953

Władysław Wojewoda w 1999 r. nadał mu polską nazwę wieruszka gruboblaszkowa, 22003 r. zmienił ją na dzwonkówka gruboblaszkowa.

## Występowanie i siedlisko
W Polsce jedyne stanowisko podał F. Kaufmann w 1917 r. w Elblągu, do 2025 r. nie podano następnych. Według W. Wojewody jego rozprzestrzenienie i częstość występowania w Polsce nie są znane.
Grzyb naziemny, prawdopodobnie mykoryzowy.